# Творец (фильм)
«Творец» (англ. Creator; другой вариант названия «Создатель») — американский комедийный фильм, режиссёра Иван Пассеро. Экранизация произведения Джереми Левена.

## Сюжет
Пожилой доктор биохимии, Гарри Уолпер, оригинал и выдумщик, пытается клонировать в домашней лаборатории ребёнка из клеток умершей жены. Для опытов нужна здоровая яйцеклетка — и он находит подходящую девушку, Мэли.
У Уолпера появляется студент-практикант, Борис, копия доктора в молодости. Борис увидел незнакомку-первокурсницу, и параллельно воспоминаниям профессора о жене начинается история про Бориса и Барбару.

## В ролях
| Актёр       | Роль                |
| ----------- | ------------------- |
| Питер О’Тул | доктор Гарри Уолпер |